# Tōru Ōhira
Tōru Ohira (大平 透, Ohira Tōru), né à Ōta, dans la région métropolitaine de Tokyo, au Japon, le 29 septembre 1929 et mort le 12 avril 2016, est un narrateur et acteur de doublage (seiyū) japonais.

## Biographie
Tōru Ohira naît à Tokyo en 1929. Il est le fondateur de Ohira Production et était membre de la société de seiyū 81 Produce.
Il meurt d'une pneumonie en 2016.